# Ibidioninos
Ibidioninos (Ibidionini) é uma tribo de coleópteros da subfamília Cerambycinae, que compreende cerca de 999 espécies, distribuídas por 55 gêneros em três subtribos.

## Sistemática
- Ordem Coleoptera
  - Subordem Polyphaga
    - Infraordem Cucujiformia
      - Superfamília Chrysomeloidea
        - Família Cerambycidae
          - Subfamília Cerambycinae
            - Tribo Ibidionini
              - Subtribo Compsina (Martins, 1970)
              - Subtribo Ibidionina (Thomson, 1860)
              - Subtribo Tropidina (Martins, 1968)